# Генеральные директора Всемирной эсперанто-ассоциации
Должность генерального директора Всемирной ассоциации эсперанто (эсп. Universala Esperanto-Asocio, UEA) в течение истории эсперанто-движения имела различные наименования. После Всемирного конгресса эсперантистов 1980 года в Стокгольме должность генерального директора считается главной исполнительной должностью UEA.

## История

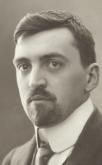
Гектор Ходлер, 1917

В 1908 году Гектор Ходлер был назначен главой административного отдела UEA, и с этого момента ведётся отсчёт директоров центрального офиса UEA. С 1920 по 1924 годы Ханс Якоб носил звание «генерального секретаря UEA», согласно тогдашнему уставу UEA. После Всемирного конгресса эсперантистов в Кёльне в 1933 году до отставки Х.Якоба в 1934 году в UEA было два директора, один из которых ведал внутренними, а второй — внешними делами UEA.
После раскола 1936 года в эсперанто-движении, во время деятельности Международной эсперанто-лиги (1936—1947) главная должность UEA называлась «секретарь» (по аналогии с англ. secretary), её занимал Чарльз Сесил Голдсмит. Название «секретарь» для главной исполнительной должности сохранялось и в объединённой UEA с 1947 по 1955 годы. В 1956 году устав UEA был вновь изменён и главная исполнительная должность получила название «директор».
В конце 1970-х годов UEA создала сеть своих представительств по всему миру, наряду с Центральным офисом в Роттердаме были организованы офисы в Антверпене (1976), Нью-Йорке (1977) и Будапеште (1983). У каждого из этих офисов был свой директор и возникла необходимости иметь руководителя всей сети представительств. Таким управляющим (генеральным) директором с 1981 года стал Виктор Сэдлер, а директором Центрального офиса стал Симо Милоевич. С 2002 года генеральный директор выполняет также функции руководителя Центрального офиса.

## Руководство UEA в 1908—1936/1947 годах
С 1908 года офис руководства UEA располагался в Женеве, за исключением непродолжительного периода в 1919 −1920 годах. После раскола эсперанто-движения в 1936 году UEA продолжала существовать (так называемая «Женевская UEA»), но потеряла большую часть своих членов и национальных объединений.
Директорами UEA в это время были: 
- 1908—1919: Гектор Ходлер
- 1919—1920: Эдуард Штеттлер (Берн)

- 1920—1934: Ханс Якоб (до 1924 года «генеральный секретарь» согласно тогдашнему уставу)
- 1934—1936: Роберт Кройц (умер в январе 1936 года)
- 1936: Михаил Виттенберг (март — май 1936 года)
- 1936: Сесил Чарльз Голдсмит (Женева/Лондон)
- 1936—1947: Ханс Якоб (до 1937 года как «администратор»).

## Международная эсперанто-лига — 1936—1947 годы
Международная эсперанто-лига за всю свою 11-летнюю историю имела только одного директора (секретаря) — С.Голдсмита. С конца 1936 года её офис располагался в городке Херонсгейт (графство Хартфордшир) неподалёку от Лондона.
- 1936—1947:Сесил Чарльз Голдсмит

## Руководство UEA в 1947—1955 годах
После объединения UEA до 1955 года главный офис организации располагался по-прежнему в Херонсгейте, а название главной исполнительной должности было «секретарь». Согласно уставу UEA 1955 года эта должность получила название «администратор».
- 1947—1955:Сесил Чарльз Голдсмит
- 1954—1955: Джон Рэпли
- 1955: Марианна Вермаас

## Руководство UEA в роттердамский период (с 1955 года)
В октябре 1955 главный офис UEA переехал в Роттердам, Нидерланды. Согласно уставу UEA с декабря 1956 года главная исполнительная должность организации снова стала называться «директор», как и в UEA до объединения.
- 1955—1968:Марианна Вермаас (с 1956 года — «директор»)
- 1968—1983: Виктор Сэдлер (с 1981 года — «генеральный директор»)

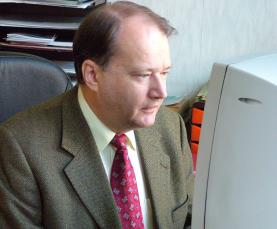
Осмо Буллер, 2005

- 1983—1995: Симо Милоевич
- 1996—2002: Осмо Буллер
- 2002—2004: Тревор Стил
- С 2004 года: Осмо Буллер[2].